# Nora Brockstedt
Nora Brockstedt (Oslo, 20 de enero de 1923 - Oslo, 5 de noviembre de 2015), nacida Nora Berg fue una cantante noruega.

## Biografía
Inició su carrera a la edad de 19 años, actuando en el cabaret "Chat Noir" en Oslo. Durante los años de la década de 1950 disfrutó de éxitos con temas como «En liten pike i lave sko», «Augustin», y «Tango for to». Entre los años 1950 y 1954, fue una de los seis miembros del grupo The Monn Keys, que incluía a Arne Bendiksen y Egil Monn-Iversen. Brockstedt se ganó la reputación de ser la mejor intérprete para el compositor Alf Prøysen.
Brockstedt representó a Noruega dos veces en el Festival de Eurovisión, en 1960 en Londres con la canción «Voi Voi», siendo la primera representante noruega y en 1961 en Cannes con la canción «Sommer i Palma», en la que describe un amor de verano en Palma de Mallorca. En los últimos años, Nora se centró en su carrera de jazz, con álbumes como As Time Goes By de 2004 y Christmas Songs de 2005.  Falleció a los 92 años de edad, después de una breve enfermedad, en el hospital de Ullevaal, en Oslo, el 5 de noviembre de 2015.